# Senozan
Senozan är en kommun i departementet Saône-et-Loire i regionen Bourgogne-Franche-Comté i östra Frankrike. Kommunen ligger i kantonen Mâcon-Nord som tillhör arrondissementet Mâcon. År 2022 hade Senozan 1 132 invånare.

## Befolkningsutveckling
Antalet invånare i kommunen Senozan
| Referens: INSEE |